# Історія від заснування міста
«Істо́рія від заснува́ння мі́ста» (лат. «Ab urbe condita») — історична праця Тіта Лівія, одна з найвідоміших та фундаментальних античних робіт з історії стародавнього Риму. Написана латиною в 14 році н. е. Укладалася 40 років, редагувалася на основі великого масиву джерел: Квінта Елія Туберона, Гая Ліцинія Макра, Фабія Піктора, Кальпурнія Пізона, Клавдія Квадригарія, Полібія тощо. Охоплює період від заснування Риму (753 до н. е.) і до правління Октавіана Августа (9 н. е.). Події викладено у хронологічному порядку, за декадами. Головний об'єкт твору — римський народ (лат. populus Romanus) у цілому, хоча політичну боротьбу патриціїв з плебеями описано з аристократичної точки зору. Праця збереглася лише частково: до нас дійшли повністю лише 35 книг зі 142. Фрагменти книги XCI примітні тим, що описують війну з Серторієм, а фрагменти книги CXX містять опис смерті Цицерона. Найзначнішими із переказів, що збереглися в цій книзі, є так звані «Періохи».

## Назва
Справжня назва твору невідома, можливі варіанти:.
- Від заснування міста — усталена історіографічна назва;
- Історія від заснування міста;
- Історія народу римського;
- Історія Рима;
- Історія Рима від заснування міста;
- Римська історія;
- Римська історія від заснування міста.

## Опис
Праця Тіта Лівія в оригіналі налічувала близько 142 книг і охоплювала майже усі події у Римі та за його межами, беручи початок від легендарних часів заснування міста (згідно з традицією у 753 р. до н. е.) і до 9 р. н. е. Свої праці автор публікував «декадами» (групами по 5 або 10 книг). До наших часів дійшло лише три повних декади — перша, третя, четверта та перша пенктада п'ятої (книги з 40 по 45). Разом, вони охоплюють події між заснуванням міста та 293 р. до н. е. і з 218 по 167 рр. до н. е. За старих часів, для усіх книг, була зроблена «періоха» — анотація, що стисло описувала не тільки основні факти, але і їхню оцінку автором. Твори Лівія переписувалися щодекади до 5 століття включно. Перевидання його праці з'явилося у Римі близько 1469 року без книг 33 та 41-45.
У передмові Лівій неточно формує кінцеву мету свого твору. З одного боку праця містила опис занепаду Риму, а з іншого боку, автор має на меті «увічнити досягнення головного народу на Землі». Передаючи матеріал, Тіт Лівій спирається на традиції понтифікального літописання, коли жерці вели спеціальні календарі, коротко описуючи події або державні тексти за минулий день або тиждень. Як і понтифіки, він дотримувався чіткої хронології при описанні подій. В цих подіях він приділяв максимум уваги числам, датам та магістратам, аніж лексичному наповненню. Ці події створили міцну базу Римської історії, які згодом були підтвердженні багатьма даними археологів, нумізматів та лінгвістів. Завдяки цьому, Лівій залишається головним джерелом історичних подій республіканського періоду у Римі.
Тіт Лівій для підтримки образу Риму як найвеличнішої держави писав так, щоб усі прояви соціальних негараздів, які велися у Римі від його початку, відходили на другий план, коли починала йти мова про громадянську солідарність. Найяскравішим прикладом якої слугує Друга Пунічна війна. Цьому ж слугують і фіктивні промови, які Лівій вкладає у промови персонажів, яких він описує для надання потрібного йому колориту. Але здебільшого ці розмови породжували лише враження возвеличення Риму над іншими державами. У 35 книгах, що збереглися, міститься 407 промов, тобто в усіх 142 книгах їх має бути приблизно 1650, приблизно 12 % від усього тексту. В основі образів, особливі властивості римлян і Риму, які Лівій вважав основними для їх історії: громадянська свобода, гарантована загальним підпорядкуванням законам; благочестя і вірність обрядам, що забезпечують римській общині допомогу богів; енергія, що допомагає римлянам ніколи не здаватися і вистояти у будь-яких випробуваннях. При описі цих властивостей римлян в розповіді Тіта Лівія виникає особливий тип осмислення, переживання, але і відображення громадської реальності, який носить назву культурно-історичного міфу.
Перше з вищеназванних особливостей Риму — єдність свободи і підпорядкування законам — доводиться в тексті Лівія багаторазово — у введенні до 2 книги, в оповіданнях про єднання патриціїв і плебеїв, про підпорядкування молодших за віком авторитету старших. Але батогом римського суспільства було постійне розкрадання знаттю громадського земельного фонду (ager publicus). Лівій про це знає, але говорить про подібні факти побіжно, в одній — двох фразах, після яких незмінно слідує примирливо-гармонізуюче продовження. Так само він розказує про римське благочестя. Лівій описує численні обряди і жертвопринесення, молебні і знамення, їхню роль у здобутих перемогах, благоговійне підпорядкування їм народу і сенату, особливо підкреслюючи в них моральний і патріотичний елемент. І незмінно ігнорує факти, що говорять про зловживання релігійними обрядами і пророцтвами в інтересах тієї або іншої правлячої кліки. Особливо показовий епізод з Весною Священною в 195—194 до н. е. Вражаюча життєстійкість і здатність, не дивлячись ні на які поразки, знову і знову починати війни і ніколи в них не здаватися, характеризує римлян протягом усієї їхньої історії, і Лівій приводить незліченний факти, що підтверджують це. Він не зупиняється на тому, яким жахливим руйнуванням продуктивних сил суспільства і зубожінням величезних мас віками, аж до складання імперії, оберталася така завзятість римлян.
І проте картина, що створюється Лівієм, — не фікція, а особливе відображення історичної реальності. Річ у тому, що та досягнута людством стадія розвитку, на якій перебував античний світ і Рим зокрема, не знала і не могла знайти достовірно динамічного розвитку продуктивних сил. Основою виробництва залишалася земля, основою світогляду — консервативна вірність традицій, основою громадської організації — община. На них була орієнтована система цінностей і норм, що припускала солідарність і автаркію общини, сприйняття її як сакральній цінності, принесення себе і своїх інтересів їй у жертву. Це положення постійно розмивалося поступальним ходом історичного розвитку і, в силу його відповідності об'єктивно заданому стану суспільства, постійно регенерувалося і коригувало громадську практику.
Початкові постулати Лівія були історично вірні: консервативна правова структура і відношення до громадських норм як до сакральної цінності, суперечивши розвитку, постійно розкладалися, зникали з життя, — і постійно зберігалися в ній, утворюючи особливу історичну реальність — римський міф. Створення римської держави зовсім не було таким гармонійним процесом, яким прагне часом представити його Лівій, але включення народів стародавнього світу в орбіту римської цивілізації і римського права було кінцем для багатьох з них. Порушення законів було в Римі постійною практикою, але римське право, що виросло з них, — одне з вищих досягнень європейської культури, яке досі утворює основу юридичної структури більшості країн. Збагачення одних сімей за рахунок інших розкладало архаїчну майнову рівність і громадську солідарність, але закони проти розкоші ухвалювалися в римській республіці систематично і зберігали значення моральної норми, зафіксованої в хрестоматіях і збірках прикладів, на яких віками виховувалося римське юнацтво. Лівій волів не говорити про те, як збагачувалися полководці в ході воєн, а намісники за рахунок пограбування провінцій, але незліченні театри, базиліки, храми, водопроводи, що переповнюють міста Римської держави і мешкання мільйонів громадян, що складали середовище, в епоху республіки були найчастіше даром полководців і відбудовувалися за рахунок їх військової здобичі.
Розказана Тітом Лівієм епопея є образною, — бо організоване автором відтворення — спирається на реальні процеси, особливого історичного організму, яким була республіка Риму. Вона з'явилася як суспільство, де людина і держава складали суперечливе, але єдине ціле. Відношення Лівія до європейської культури подальших віків було обумовлено саме таким сприйняттям його праці. Гуманістично-освітня і революційно-демократична, тираноборська традиція черпали в його «Історії» позитивний образ громадського устрою, ґрунтованого на громадянській відповідальності і свободі у рамках закону; академічна наука 19-20 віків вважала його твір ненадійним історичним джерелом, а його самого  — більше письменником, ніж істориком.

## Переклад українською
Український переклад з латини «Історії від заснування міста» виконала доктор історичних наук, професор Наталя Яковенко. Книга вийшла у київському видавництві «Laurus» 2022 року. У післямові перекладачка обґрунтовує використання логіки використання перекладів низки термінів, які мають розбіжності у трактуванні.